# Los Amates, Puebla
Los Amates är en ort i Mexiko.   Den ligger i kommunen Tochimilco och delstaten Puebla, i den sydöstra delen av landet, 80 km sydost om huvudstaden Mexico City. Los Amates ligger 1 999 meter över havet och antalet invånare är 122.
Terrängen runt Los Amates är lite bergig. Runt Los Amates är det ganska tätbefolkat, med 62 invånare per kvadratkilometer. Närmaste större samhälle är Atlixco, 13,3 km öster om Los Amates. I omgivningarna runt Los Amates växer huvudsakligen savannskog.